# Takumi Shimada
Takumi Shimada (japanisch 島田 拓海 Shimada Takumi; * 25. August 1996 in der Präfektur Nara) ist ein japanischer Fußballspieler.

## Karriere
Takumi Shimada erlernte das Fußballspielen in der Universitätsmannschaft der Osaka University of Economics. Seinen ersten Vertrag unterschrieb er beim Nara Club. Der Verein aus Nara, einer Großstadt in der gleichnamigen Präfektur Nara im Süden der japanischen Hauptinsel Honshū, spielte in der vierten japanischen Liga, der Japan Football League. Für Nara absolvierte er 39 Viertligaspiele. Im Januar 2021 wechselte er in die dritte Liga. Hier schloss er sich Vanraure Hachinohe aus Hachinohe an. Sein Profidebüt gab Takumi Shimada am 14. März 2021 (1. Spieltag) im Auswärtsspiel gegen den FC Gifu. Hier stand er in der Startelf und wurde in der 70. Minute gegen Kai Sasaki ausgewechselt.